# Jozef Chovančík
Jozef Chovančík   (Považská Bystrica, 25 de gener de 1956 - 26 de novembre de 2005) fou un pilot d'enduro eslovac. Al llarg de la seva carrera va guanyar un Campionat d'Europa de superiors a 500cc 4T (1986) i va formar part de l'equip de l'antiga Txecoslovàquia que va guanyar el Trofeu als Sis Dies Internacionals dos anys (1978 i 1982). També va guanyar 7 Campionats de Txecoslovàquia. Chovančík, que va començar a córrer en motocicleta a dotze anys, va formar part del club d'elit del Dukla de Praga des de 1976 fins a 1989.